# 溫柔的彗星
〈溫柔的彗星〉（日语： yasashii suisei ?）是日本雙人音樂組合YOASOBI的第八首單曲，於2021年1月20日發行。此曲是動畫BEASTARS第二季的片尾曲，以《BEASTARS》原作漫畫家板垣巴留的新撰小說《像獅子座流星雨一樣》為原型創作，並收錄於實體發行CD〈怪物/溫柔的彗星〉。

## 製作與背景
〈溫柔的彗星〉由Ayase創作，ikura演唱。是首時長3分35秒，每分鐘90拍的F大調日本流行音樂。〈溫柔的彗星〉是2021年冬季動畫《BEASTARS》第2季的片尾曲。與前⼀首《怪物》⼀樣，由於Ayase以往數次為ikura編曲均以小說為原型創作，因此《BEASTARS》作者板垣巴留亦特意寫下短篇小說《像獅子座流星雨一樣》（日语：獅子座流星群のままに）讓Ayase參考。

## 歌詞內容概述
歌詞內容講述《BEASTARS》角色路易和伊布奇的經歷。前半段以獅子伊布奇的視角出發，回憶他被迫加入黑道傷害他人，但在雄鹿路易成為了老大之後，開始鋤強扶弱，而路易也讓喜歡吃鹿肉的伊布奇在他面前吃肉，坦誠面對真實自己。路易的種種舉動改變了伊布奇的一生，這對肉食和草食動物亦由上司和下屬發展成朋友關係。當路易打算退出黑道時，仿佛失去生存意義的伊布奇讓路易上車前去兜風，在路上他給予路易兩個選擇，將他槍殺然後退出組織，或是讓他吃掉。就在駛入漆黑的隧道前傳來一聲槍響，但開槍的不是路易，而是一路跟在二人後面、伊布奇的手下菲利。伊布奇在事前告訴菲利，若他打算吃掉路易便開槍將其射殺。 
而歌詞的最後一段由路易的視角描寫，他在路上藉由窗外的光，看到伊布奇的鬃毛上像是彗星般的光芒，但是後來發現，光照到的不是鬃毛，而是伊布奇柔弱的眼淚。
有趣的是，歌詞其中兩句包含了Ayase的小巧思。，中文意為「（一起度過的，接上一句）無可替代的日常」。讀音為，與路易雙關，因此也可理解為「在沒有路易的日子」，暗示了兩人終將分離；，中文意為「離別的氣息撲面猛襲而來」。讀音為，與伊布奇雙關，因此也可理解為「（將要與我）離別的伊布奇撲面猛襲而來」，也正好對應了伊布奇的結局。英語版中則使用"Luring"與"Evoking"來達到雙關效果。

## 商業成績
2021年2月1日，歌曲獲得Oricon公信榜單曲合算週榜第1名和《日本公告牌》百強單曲榜第19名，亦在2月6日登上《公告牌》百強單曲榜（美國以外地區）2020年度第97名。 

## 音乐视频
2021年3月10日，YOASOBI獲THE FIRST TAKE邀請拍攝一鏡到底的演唱版本，並在發佈一週後便獲得接近五百萬的點擊數。Ayase為此特地重新編曲，讓歌曲聽起來更具規模感，ikura亦稱自己首次聽到這個版本時，被感動到忍不住哭了。 
此曲的音乐视频於2021年3月25日在Ayase的YouTube頻道上發佈，並由製作BEASTARS第二季片尾動畫的門脇恒平擔任監督。
英語版〈Comet〉2021年11月11日23時12分於Ayase的YouTube頻道首播，接續於〈Haven't〉與〈Encore〉之前，為當日首播的四首歌曲中的第三首。由青木Konnie（英語：Konnie Aoki）作詞，MV沿用門脇恒平製作的日語版動畫。隨後播放最後一首單曲〈Tracing A Dream〉。

## 收錄歌曲
| 數位下載 | 數位下載 | 數位下載 | 數位下載 | 數位下載 |
| 曲序     | 曲目     | 词曲     | 编曲     | 时长     |
| -------- | -------- | -------- | -------- | -------- |
| 1.       |          | Ayase    | Ayase    | 3:35     |
| 总时长： | 总时长： | 总时长： | 总时长： | 3:35     |

| 數位下載 | 數位下載                | 數位下載    | 數位下載 | 數位下載 |
| 曲序     | 曲目                    |             | 编曲     | 时长     |
| -------- | ----------------------- | ----------- | -------- | -------- |
| 1.       | Comet (English Version) | Konnie Aoki | Ayase    | 3:33     |
| 总时长： | 总时长：                | 总时长：    | 总时长： | 3:33     |